# NGC 360
NGC 360 es una galaxia espiral de la constelación de Tucana.
Fue descubierta el 2 de noviembre de 1834 por el astrónomo John Herschel.